# Brüelbach (Töss)
Der Brüelbach ist ein 1,4 Kilometer langer linker Zufluss der Töss in der Gemeinde Illnau-Effretikon im Schweizer Kanton Zürich. Er durchfliesst das tiefe Lootobel im Staatswald Kyburg nahe Winterthur.

## Geographie

### Verlauf
Der Brüelbach entspringt auf 643 m ü. M. in einem Waldstreifen südöstlich von Kyburg in der Nähe des Schützenhauses im namensgebenden Gebiet Brüel. Nach 25 Meter langem eingedoltem Bachlauf nach Nordosten tritt er erstmals in einem kleinen Tobel an die Oberfläche und nimmt zugleich seinen linken Seitenarm sowie direkt anschliessend das Schülenbächli von rechts auf. 
Das Tobel wird ab hier immer tiefer und schmaler, ehe es nach der Einmündung des Vogelsangbächlis von rechts wieder breiter wird und nun Lootobel genannt wird. Der Bach wendet sich nach Nordwesten, wo er denn Lootobelbach und den Loobach von links aufnimmt. Nur wenig später mündet er auf 468 m ü. M. im Leisental (auch Linsental) von links in die Töss.

### Einzugsgebiet
Das 1,18 Quadratkilometer grosse Einzugsgebiet liegt vollständig in der Gemeinde Illnau-Effretikon und setzt sich aus 51,4 % naturnaher Fläche und Wald sowie 48,6 % landwirtschaftlicher Fläche zusammen. Der höchste Punkt wird mit 689 m ü. M. am Brünggberg südöstlich der Quelle erreicht. Die durchschnittliche Höhe beträgt 632 m ü. M.
Im Westen liegt das Einzugsgebiet des Mülitobelbachs sowie das des Schlossgrabens und im Osten das des Sörenbachs, welche alle direkt in die Töss entwässern. Im Süden liegt dasjenige des Hellbachs, welcher via Wissenbach sein Wasser der Töss zuführt.

### Zuflüsse
Die direkten und indirekten Zuflüsse bachabwärts
- linker Seitenarm (links), 0,07 km
- Schülenbächli (rechts), 0,04 km
- Schiblerbächli (rechts), 0,05 km
- Vogelsangbächli (rechts), 0,09 km
  - rechter Seitenarm (rechts), 0,04 km
- Lootobelbach (links), 0,16 km
  - unbenannter Zufluss (links), 0,02 km
- Loobach (links), 0,74 km
  - Niederfeldgraben (rechts), 0,12 km